# Гаврилов, Григорий Лукьянович
Григорий Лукьянович Гаврилов (1900 год — неизвестно) — советский государственный деятель. Врид наркома коммунального хозяйства Казахской ССР.

## Биография
Григорий Лукьянович Гаврилов родился в 1900 году в семье рабочего. По национальности — русский. Член Коммунистической партии с 1929 г. Образование начальное.

### Трудовая деятельность
В 1914-1918 годах слесарь на фабрике.
В 1918-1921 годах служил в РККА.
В 1921- 1929 годах слесарь Мосстроя, работал в больнице им. А. И. Бабухина, в жилтовариществе (г. Москва).
В 1929-1931 годах инспектор, врид заместителя начальника отдела, заместитель начальника Жилищного управления Наркомата коммунального хозяйства РСФСР (г. Москва).
С марта 1932 года заведующий сектором жилищного строительства.
С апреля 1932 года первый заместитель наркома, с октября по ноябрь 1933 года врид наркома коммунального хозяйства Казахской АССР.
В 1933-1934 годах заместитель председателя Алма-Атинского городского совета, заведующий городским отделом коммунального хозяйства.
В июне 1934 года направлен на ответственную работу на Риддерский комбинат.

### Семья
Был женат на Елене Васильевне, которая скончалась в марте 1933 года.